# Wolfgang Lenk

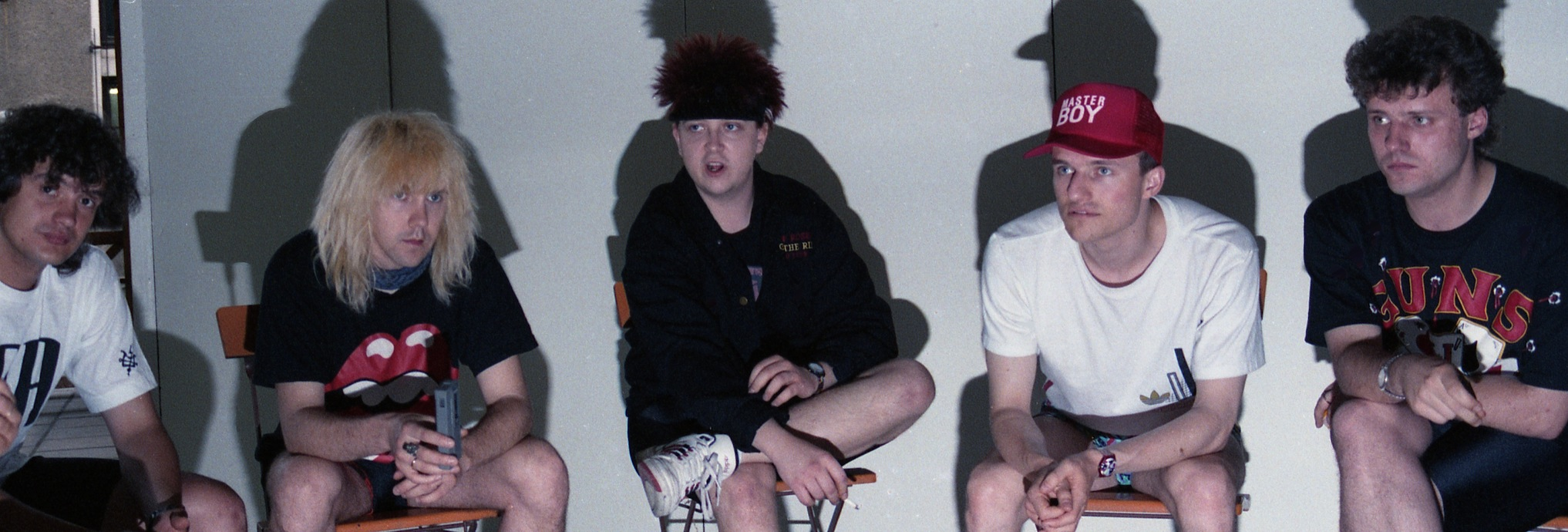
Wolfgang Lenk (4. von links) bei einem Interview vor einem Konzert 1992 in Magdeburg

Wolfgang Lenk (* 4. September 1966 in Leipzig)  ist ein deutscher Musiker, Musikproduzent und Mitglied der A-cappella-Gruppe Die Prinzen.

## Leben
Von 1976 bis 1985 ging Lenk auf die Thomasschule zu Leipzig und gehörte dem Thomanerchor an. Ab 1988 studierte er bis 1992 auf der Felix Mendelssohn Bartholdy Musikhochschule in Leipzig und hatte während dieser Zeit einen Lehrauftrag für Satzgesang. Von 1987 bis 1990 war er Mitglied und Arrangeur der A-cappella-Gruppe „Herzbuben“. 
Seit 1991 ist er Mitglied der A-cappella-Gruppe Die Prinzen. 1994 war er Teil einer Bravo-Story mit Poster und galt als „Mädchenschwarm“ der Band. Seit 1996 ist er als Musikproduzent aktiv, so produzierte er u. a. den Titel So viel Spass für wenig Geld. 1997 nahm er bei Zimmer frei! teil. Seit 2006 betreibt Lenk mit „Wolke Musik“ in Halle (Saale) ein eigenes Musikstudio.